# Xavier Durringer
Xavier Durringer est un dramaturge, scénariste et réalisateur français, né à Paris le 1er décembre 1963.

## Biographie
Parcours d'un Artiste Multidisciplinaire.

Xavier Durringer est un Auteur, Metteur en Scène, Réalisateur connu pour son langage oral et physique. Son inspiration provient des mot de la rue, des errances individuelles et de la culture mondiale, explorant des thèmes tels que les marginaux et les relations complexes. 

## Carrière
Il dirige une compagnie de théâtre, La Lézarde, pour laquelle il écrit et met en scène les spectacles. Il est issu de l'école d'acteurs Acting International de Robert Cordier où il a pu aussi travailler avec lui. En 1993, il réalise son premier long métrage La Nage Indienne sélectionné au festival de Berlin puis suivra en 1997 "J'irais au Paradis car l'Enfer est ici". En 2010, il réalise le film La Conquête, sélectionné au Festival de Cannes en 2011. En 2017, il reçoit le Prix du meilleur téléfilm aux International Emmy Awards pour Ne m'abandonne pas. Il est un des fondateurs des EAT (Écrivains Associés du Théâtre). Ses textes sont traduits et joués en plus de 35 langues.

## Publications/Pièces de Théâtre
- 1988 : Une rose sous la peau Prix Masque d'Or. Création par l'Auteur en Avignon.
- 1989 : La Nuit à l'envers, Éditions Théâtrales
- 1989 : 22.34, Éditions Théâtrales
- 1989-1990 : Bal-trap, Éditions Théâtrales
- 1990 : Ex-voto, Éditions Théâtrales ; réédition Hatier Poche, collection Classiques & cie, texte et dossier, 2009
- 1990-1991 : Une petite entaille, Éditions Théâtrales
- 1991 : Une envie de tuer.., sur le bout de la langue, Éditions Théâtrales
- 1993 : La Quille, Éditions Théâtrales
- 1994 : Quand le père du père de mon père. Création à la New-Orleans. Prix de la New-York Art Foundation.
- 1995 : Polaroid, paru en français sous le titre Chroniques, des jours entiers, des nuits entières, Éditions Théâtrales
- 1998 : Surfeurs, Éditions Théâtrales
- 1999 : La Confession
- 2000 : Un soir sur un banc
- 2001 : La Promise, Éditions Théâtrales
- 2002 : Quoi dire de plus du coq. Chroniques 2, Éditions Théâtrale
- 2003 : Histoires d'hommes, Éditions Théâtrales
- 2005 : Choco BN, Éditions Théâtrales, in Théâtre en court 1
- 2005 : Petits Poissons, Éditions Théâtrales, in Théâtre en court 1
- 2005 : Les Déplacés, mise en scène de l'auteur
- 2012 : Acting, Éditions Théâtrales, (mis en scène par le Théâtre en Miettes (Bordeaux) en 2013 pour le Festival de la Théâtrerie)
- 2013 : Haïkus à six coups, Éditions Théâtrales
- 2015 : Sfumato, Le Passage Ed.
- 2017 : Making of, Le Passage Ed.
- Il traduit avec Robert Cordier "A lie of the mind" de Sam Shepard.

## Filmographie

### Cinéma
- 1993 : La Nage indienne, avec Karin Viard et Gérald Laroche
- 1997 : J'irai au paradis car l'enfer est ici, avec Arnaud Giovaninetti et Claire Keim
- 2005 : Chok-Dee, avec Bernard Giraudeau et Dida Diafat
- 2011 : La Conquête, avec Denis Podalydès
- 2019 : Paradise Beach, avec Sami Bouajila et Mélanie Doutey
- 2022 : L'Homme parfait, avec Didier Bourdon

### Télévision

#### Téléfilms
- 1999 : Les Vilains, avec Florence Thomassin et Gérald Laroche
- 2002 : Les Oreilles sur le dos, avec Béatrice Dalle et Gérald Laroche
- 2007 : Lady Bar, avec Éric Savin, Bruno Lopez, Dao Paratee (à suivre dans Lady Bar 2)
- 2009 : Lady Bar 2 (suite de Lady Bar), avec Éric Savin, Bruno Lopez, Dao Paratee
- 2011 : Hiver rouge, avec Patrick Chesnais et Jane Birkin
- 2014 : Rouge Sang, avec Sandrine Bonnaire
- 2015 : Rappelle-toi, avec Line Renaud
- 2016 : Ne m'abandonne pas, avec Marc Lavoine et Sami Bouajila
- 2017 : La Mort dans l'âme, avec Didier Bourdon et Flore Bonaventura
- 2020 : Un mauvais garçon, avec Richard Anconina
- 2020 : La Fugue, avec Valérie Karsenti

#### Séries télévisées
- 2008 : Scalp, avec Laure Marsac, Thomas Jouannet, Éric Savin : créateur de  la série, et réalisateur des 4 premiers épisodes (sur les 8 que compte la série)
- 2013 : La Source, avec Clotilde Courau : réalisateur de la série complète (6 épisodes)

#### Clips
- 1998 : Audit pour Bernard Lavilliers
- 1998 : Debout pour Johnny Hallyday

## Théâtre
- 1993 : Une envie de tuer… sur le bout de la langue de Xavier Durringer, Création par l'auteur au Théâtre 13. Festival de Bellac
- 1998 : Surfeurs de Xavier Durringer, Festival In Avignon, Théâtre national de la Colline
- 1999 : Oh ! pardon tu dormais de Jane Birkin, Théâtre de la Gaîté Montparnasse et en tournée
- 2001 : La promise de Xavier Durringer, Festival In Avignon, Théâtre de la Ville et en tournée
- 2006: "J'ai le type même d'une fille sans type",Crystal Lesser, Actinie Production
- 2002 : Quoi dire de plus du coq? de Xavier Durringer, Théâtre de l'Union-Limoges et en tournée
- 2016 : Acting de Xavier Durringer, Théâtre des Bouffes-Parisiens avec Niels Arestrup, Kad Merad et Patrick Bosso.